# Поход на выручку Худайар-хана
Поход на выручку Худайар-хана — поход городского ополчения (кара-калтак), организованный населением Коканда на помощь окруженному кипчаками под Маргиланом Худайар-хану. Поход произошёл в 1862 году. В результате, ополчение было разгромлено и истреблено войсками Алимкула не далеко от Маргилана.

## Предыстория
После битвы у Асаке Худояр-хан был окружён войсками Алимкула в районе Маргилана, население Коканда собралось в соборной мечети, создало ополчение (кара-калтак) из добровольцев численностью в 5 тысяч человек и силой заставило Хазрат-и Сахибзада, главу ордена Накшбандия в Коканде, возглавить поход на выручку хану. В нём участвовали пешие и конные — вероятно, бедные и зажиточные горожане. По прибытии ополчения в Маргилан, тамошний военачальник Мулла Султан уговорил ополченцев вместо Хазрат-и Сахибзада сделать начальником себя. В пути на ополчение напали войска Алимкула, разгромили и истребили его.

## Резня
Автор книги «Таснифи Гариб» сам видел этих ополченцев в Маргилане, количество которых он определяет в 5 тысяч человек. Однако, по его словам, Алимкул, преградив им путь недалеко от Яккатута, обманным путём истребил их на широком поле, откуда виднелась холмистая степь. Он (автор) слышал от крестьян окрестностей Яккатута, что оставшихся на поле боя неубранных, непохороненных трупов было настолько много, что при обработке земли их останки встречались на каждом шагу, а на некоторых земельных участках вследствие обилия останков невозможно было производить работы в течение трёх лет.

### Книги
- Бейсембиев Т. К. Кокандская историография. Исследование по источниковедению Средней Азии XVIII-XIX веков. — Алматы: TOO «Print-S», 2009. — 1263 с. — ISBN 9965-482-84-5.
- Набиев Р.Н. Из истории Кокандского ханства (феодальное хозяйство Худояр-хана). — Ташкент: Изд-во ФАН Узбекской ССР, 1973. — 387 с.
- Б.М. Бабаджанов. Кокандское ханство: власть, политика, религия. — Токио, Ташкент, 2010. — 744 с.